# Município de Grandview (condado de Washington, Ohio)
Localização do Ohio nos E.U.A.
O município de Grandview (em inglês: Grandview Township) é um município localizado no condado de Washington no estado estadounidense de Ohio. No ano de 2010 tinha uma população de 1 731 habitantes e uma densidade populacional de 18,85 pessoas por km².

## Geografia
O município de Grandview encontra-se localizado nas coordenadas 39° 31′ 10″ N, 81° 06′ 05″ O. Segundo a Departamento do Censo dos Estados Unidos, o município tem uma superfície total de 91.81 km², da qual 90,93 km² correspondem a terra firme e (0,96 %) 0,89 km² é água.

## Demografia
Segundo o censo de 2010, tinha 1 731 pessoas residindo no município de Grandview. A densidade populacional era de 18,85 hab./km².